# Іван Анастасов
Іван Анастасов (28 березня 1876 — 8 серпня 1923) — македонський революціонер, воєвода Костурський, член Македонської революційної організації.

## Біографія
Іван Анастасов народився в Лобаниці 
Костурської області Османської імперії 28 березня 1876 року. У 1896 році закінчив восьмий, останній клас педагогічних курсів Салонікської Болгарської чоловічої школи. Як студент вступає до лав ВРОМОР.
Іван працює як болгарський вчитель у селах Жупанища, Загоричани, Горенци, Смрдеш, Кономлади, Вмбел и Нестрам. 28 липня 1901 р. він був заарештований. На нього завели справу і катували. Івана було засуджено до 14 років. Проте, в 1902 році він був випущений за загальною амністією.
Брав участь в Ілінденському повстанні як костурський сільський воєвода. Воював з турецькою армією в околицях рідного села.
Після повстання продовжує працювати вчителем і є головою Костуро до Балканської війни. Протягом 1914—1915 навчального року було заарештовано новим грецьким органами. Лежить 6 місяців у перкулярній в'язниці, де жорстоке поводження.
Після надання волі він емігрував до вільної Болгарії і поселяється у Варні. 8 серпня 1923 року після тривалої хвороби і через побиття та в'язниці Іван помирає.
6 квітня 1943 року його 54-річна вдова була Крастіна, як жителька Варни, подала запит на болгарську народну пенсію. Пенсія була надана Радою міністрів Королівства Болгарія.